# Lopez vs. Lopez
Lopez vs. Lopez es una serie de televisión de comedia de situación estadounidense creada por Bruce Helford y Debby Wolfe. Se estrenó el 4 de noviembre de 2022 en NBC. Esta protagonizada por George Lopez y Mayan Lopez, junto con Matt Shively, Brice González y Selenis Leyva. En mayo de 2023, la serie fue renovada para una segunda temporada, que se estrenó el 2 de abril de 2024. En mayo de 2024, la serie fue renovada para una tercera temporada que se estrenó el 18 de octubre de 2024. En mayo de 2025, la serie fue cancelada tras tres temporadas.

## Premisa
La serie sigue a un padre latino de clase trabajadora que se muda con su hija de la Generación Z mientras reconstruyen su relación disfuncional.

## Elenco

### Principales
- George Lopez como George Lopez
- Mayan Lopez como Mayan Lopez
- Matt Shively como Quinten
- Brice Gonzalez como Chance
- Selenis Leyva como Rosie
- Al Madrigal como Oscar

### Recurrentes
- Laci Mosley como Brookie (temporada 1)
- Kiran Deol como la Dra. Pocha (temporada 1)
- Caroline Rhea as Jana (temporada 1)
- Moises Chavez como Raúl
- Liz Torres como Daisy (temporada 1)
- Rita Moreno como Dolores Lopez
- Cheech Marin como Carlos
- Stephen Tobolowsky como Sam Van Bryan
- Momo Rodriguez como Momo
- Jaime Camil como Josué Consuelos (temporadas 2–3)[7]

## Episodios
| Temporada | Temporada | Episodios | Episodios | Emisión original       | Emisión original     |
| Temporada | Temporada | Episodios | Episodios | Primera emisión        | Última emisión       |
| --------- | --------- | --------- | --------- | ---------------------- | -------------------- |
|           | 1         | 22        | 22        | 4 de noviembre de 2022 | 9 de mayo de 2023    |
|           | 2         | 10        | 10        | 2 de abril de 2024     | 30 de abril de 2024  |
|           | 3         | 13        | 13        | 18 de octubre de 2024  | 7 de febrero de 2025 |

### Primera temporada (2022–23)
| N.º en serie | N.º en temp. | Título                    | Dirigido por            | Escrito por                                                                | Fecha de emisión original | Audiencia (millones) |
| ------------ | ------------ | ------------------------- | ----------------------- | -------------------------------------------------------------------------- | ------------------------- | -------------------- |
| 1            | 1            | «Pilot»                   | Kelly Park              | Guion de: Debby Wolfe Historia de: George Lopez, Mayan Lopez y Debby Wolfe | 4 de noviembre de 2022    | 2.66                 |
| 2            | 2            | «Lopez vs Anxiety»        | Lynda Tarryk            | Debby Wolfe y Bruce Helford                                                | 11 de noviembre de 2022   | 2.12                 |
| 3            | 3            | «Lopez vs Español»        | Kelly Park              | Omar Ponce                                                                 | 18 de noviembre de 2022   | 2.06                 |
| 4            | 4            | «Lopez vs Birthdays»      | Phill Lewis             | Lesley Wake Webster                                                        | 2 de diciembre de 2022    | 2.01                 |
| 5            | 5            | «Lopez vs Gaslighting»    | Robbie Countryman       | Keith Heisler                                                              | 9 de diciembre de 2022    | 1.99                 |
| 6            | 6            | «Lopez vs Christmas»      | Kelly Park              | Desirée Proctor y Erica Harrell                                            | 16 de diciembre de 2022   | 2.17                 |
| 7            | 7            | «Lopez vs Ghosts»         | Bob Koherr              | Crystal Shaw                                                               | 6 de enero de 2023        | 1.96                 |
| 8            | 8            | «Lopez vs Pride»          | Kelly Park              | Marcos Luevanos                                                            | 13 de enero de 2023       | 2.21                 |
| 9            | 9            | «Lopez vs Van Bryan»      | Bob Koherr              | Schuyler Helford                                                           | 20 de enero de 2023       | 2.04                 |
| 10           | 10           | «Lopez vs Los Doyers»     | Gloria Calderón Kellett | Alex Zaragoza                                                              | 3 de febrero de 2023      | 1.83                 |
| 11           | 11           | «Lopez vs Neighbors»      | Phill Lewis             | Dan Signer                                                                 | 10 de febrero de 2023     | 1.94                 |
| 12           | 12           | «Lopez vs Appropriation»  | Jody Margolin Hahn      | Ananya Menon y Greg Trimmer                                                | 17 de febrero de 2023     | 2.13                 |
| 13           | 13           | «Lopez vs Second Chances» | Jody Margolin Hahn      | Marcos Luevanos y Debby Wolfe                                              | 3 de marzo de 2023        | 1.91                 |
| 14           | 14           | «Lopez vs Work»           | Gloria Calderón Kellett | Debby Wolfe y Dan Signer                                                   | 10 de marzo de 2023       | 1.96                 |
| 15           | 15           | «Lopez vs Primos»         | Kelly Park              | Lesley Wake Webster y Crystal Shaw                                         | 17 de marzo de 2023       | 1.97                 |
| 16           | 16           | «Lopez vs Cheating»       | Danielle Fishel         | Desirée Proctor y Erica Harrell                                            | 24 de marzo de 2023       | 1.81                 |
| 17           | 17           | «Lopez vs Dog Quinces»    | Jon Rosenbaum           | Marcos Luevanos y Carmen Corral                                            | 31 de marzo de 2023       | 1.83                 |
| 18           | 18           | «Lopez vs Goosey»         | Kelly Park              | Jen Howell y Mike Carreon                                                  | 7 de abril de 2023        | 1.81                 |
| 19           | 19           | «Lopez vs Godfather»      | Phill Lewis             | Lesley Wake Webster y Dan Signer                                           | 21 de abril de 2023       | 1.98                 |
| 20           | 20           | «Lopez vs Corte Caliente» | Jon Rosenbaum           | Omar Ponce y Schuyler Helford                                              | 25 de abril de 2023       | 1.66                 |
| 21           | 21           | «Lopez vs Bucket Crabs»   | Phill Lewis             | Ananya Menon y Greg Trimmer                                                | 2 de mayo de 2023         | 1.93                 |
| 22           | 22           | «Lopez vs Last Call»      | Gloria Calderón Kellett | Debby Wolfe                                                                | 9 de mayo de 2023         | 1.57                 |

### Segunda temporada (2024)
| N.º en serie | N.º en temp. | Título                   | Dirigido por            | Escrito por                                         | Fecha de emisión original | Audiencia (millones) |
| ------------ | ------------ | ------------------------ | ----------------------- | --------------------------------------------------- | ------------------------- | -------------------- |
| 23           | 1            | «Lopez vs Sobriety»      | Gloria Calderón Kellett | Debby Wolfe                                         | 2 de abril de 2024        | 2.33                 |
| 24           | 2            | «Lopez vs Moving On»     | Gloria Calderón Kellett | Lesley Wake Webster                                 | 2 de abril de 2024        | 1.79                 |
| 25           | 3            | «Lopez vs Swap Meet»     | Danielle Fishel         | Marcos Luevanos                                     | 9 de abril de 2024        | 1.96                 |
| 26           | 4            | «Lopez vs Pizza»         | Danielle Fishel         | Dan Signer                                          | 9 de abril de 2024        | 1.52                 |
| 27           | 5            | «Lopez vs Let It Go»     | Phill Lewis             | Guion de: Schuyler Heford Historia de: George Lopez | 16 de abril de 2024       | 2.10                 |
| 28           | 6            | «Lopez vs Raider Nation» | Phill Lewis             | Omar Ponce                                          | 16 de abril de 2024       | 1.65                 |
| 29           | 7            | «Lopez vs Dreams»        | Phill Lewis             | Desirée Proctor y Erica Harrell                     | 23 de abril de 2024       | 1.95                 |
| 30           | 8            | «Lopez vs Lisa»          | Kelly Park              | Crystal Shaw                                        | 23 de abril de 2024       | 1.63                 |
| 31           | 9            | «Lopez vs Confessions»   | Kelly Park              | Lesley Wake Webster y Marcos Luevanos               | 30 de abril de 2024       | 2.17                 |
| 32           | 10           | «Lopez vs George»        | Kelly Park              | Debby Wolfe y Dan Signer                            | 30 de abril de 2024       | 1.84                 |

### Tercera temporada (2024–25)
| N.º en serie | N.º en temp. | Título                               | Dirigido por            | Escrito por                           | Fecha de emisión original | Audiencia (millones) |
| ------------ | ------------ | ------------------------------------ | ----------------------- | ------------------------------------- | ------------------------- | -------------------- |
| 33           | 1            | «Lopez vs Wedding»                   | Gloria Calderón Kellett | Debby Wolfe                           | 18 de octubre de 2024     | 2.12                 |
| 34           | 2            | «Lopez vs Halloween»                 | Gloria Calderón Kellett | Omar Ponce                            | 25 de octubre de 2024     | 1.83                 |
| 35           | 3            | «Lopez vs In-Laws»                   | Danielle Fishel         | Lesley Wake Webster                   | 1 de noviembre de 2024    | 1.99                 |
| 36           | 4            | «Lopez vs the Roast of George Lopez» | Danielle Fishel         | Marcos Luevanos                       | 8 de noviembre de 2024    | 1.91                 |
| 37           | 5            | «Lopez vs Friends»                   | Danielle Fishel         | Schuyler Helford                      | 15 de noviembre de 2024   | 1.63                 |
| 38           | 6            | «Lopez vs Orlando»                   | Danielle Fishel         | Ranada Shephard                       | 22 de noviembre de 2024   | 1.77                 |
| 39           | 7            | «Lopez vs Santa»                     | Phill Lewis             | Eddie Quintana                        | 6 de diciembre de 2024    | 1.99                 |
| 40           | 8            | «Lopez vs Dateline»                  | Kelly Park              | Marissa Díaz                          | 13 de diciembre de 2024   | 1.93                 |
| 41           | 9            | «Lopez vs Escándalo»                 | Danielle Fishell        | Dan Signer                            | 3 de enero de 2025        | 2.05                 |
| 42           | 10           | «Lopez vs Josué»                     | Phill Lewis             | Molly Kiernan                         | 10 de enero de 2025       | 2.03                 |
| 43           | 11           | «Lopez vs Memories»                  | Kelly Park              | Mike Carreon y Gabriela S. Rodriguez  | 17 de enero de 2025       | 2.12                 |
| 44           | 12           | «Lopez vs Elsa»                      | Kelly Park              | Lesley Wake Webster y Marcos Luevanos | 31 de enero de 2025       | 2.30                 |
| 45           | 13           | «Lopez vs Lockout»                   | Kelly Park              | Debby Wolfe y Dan Signer              | 7 de febrero de 2025      | 2.07                 |

## Producción

### Desarrollo
El 14 de junio de 2021, NBC anunció que estaba desarrollando una serie protagonizada por George Lopez y su hija Mayan Lopez. El 22 de octubre de 2021, se anunció que NBC había ordenado la producción de un piloto, escrito por Bruce Helford y Debby Wolfe. El 11 de mayo de 2022, se anunció que se había ordenado la serie. La serie se estrenó el 4 de noviembre de 2022. El 2 de diciembre de 2022, se anunció que NBC había ordenado nueve episodios adicionales, lo que elevó el total de la primera temporada a 22 episodios. El 12 de mayo de 2023, NBC renovó la serie para una segunda temporada. El 17 de noviembre de 2023, NBC redujo el número de episodios de la segunda temporada de 13 a 10. La segunda temporada se estrenó el 2 de abril de 2024. El 7 de mayo de 2024, NBC renovó la serie para una tercera temporada. La tercera temporada se estrenó el 18 de octubre de 2024. El 9 de mayo de 2025, NBC canceló la serie tras tres temporadas.

## Recepción

### Audiencias

#### Temporada 1
| N.º | Título                    | Fecha de emisión        | ÍA (18–49) | Audiencia (millones) | DVR (18–49) | Audiencia DVR (millones) | Total (18–49) | Audiencia total (millones) |
| --- | ------------------------- | ----------------------- | ---------- | -------------------- | ----------- | ------------------------ | ------------- | -------------------------- |
| 1   | «Pilot»                   | 4 de noviembre de 2022  | 0.3        | 2.66                 | 0.1         | 0.66                     | 0.4           | 3.32                       |
| 2   | «Lopez vs Anxiety»        | 11 de noviembre de 2022 | 0.3        | 2.12                 | 0.1         | 0.55                     | 0.4           | 2.67                       |
| 3   | «Lopez vs Español»        | 18 de noviembre de 2022 | 0.3        | 2.06                 | —           | —                        | —             | —                          |
| 4   | «Lopez vs Birthdays»      | 2 de diciembre de 2022  | 0.3        | 2.01                 | —           | —                        | —             | —                          |
| 5   | «Lopez vs Gaslighting»    | 9 de diciembre de 2022  | 0.3        | 1.99                 | —           | —                        | —             | —                          |
| 6   | «Lopez vs Christmas»      | 16 de diciembre de 2022 | 0.3        | 2.17                 | —           | —                        | —             | —                          |
| 7   | «Lopez vs Ghosts»         | 6 de enero de 2023      | 0.3        | 1.96                 | 0.1         | 0.44                     | 0.4           | 2.40                       |
| 8   | «Lopez vs Pride»          | 13 de enero de 2023     | 0.3        | 2.21                 | 0.1         | 0.40                     | 0.4           | 2.61                       |
| 9   | «Lopez vs Van Bryan»      | 20 de enero de 2023     | 0.3        | 2.04                 | 0.1         | 0.47                     | 0.4           | 2.50                       |
| 10  | «Lopez vs Los Doyers»     | 3 de febrero de 2023    | 0.2        | 1.83                 | —           | —                        | —             | —                          |
| 11  | «Lopez vs Neighbors»      | 10 de febrero de 2023   | 0.3        | 1.94                 | —           | —                        | —             | —                          |
| 12  | «Lopez vs Appropriation»  | 17 de febrero de 2023   | 0.3        | 2.13                 | —           | —                        | —             | —                          |
| 13  | «Lopez vs Second Chances» | 3 de marzo de 2023      | 0.2        | 1.91                 | —           | —                        | —             | —                          |
| 14  | «Lopez vs Work»           | 10 de marzo de 2023     | 0.3        | 1.96                 | —           | —                        | —             | —                          |
| 15  | «Lopez vs Primos»         | 17 de marzo de 2023     | 0.2        | 1.97                 | —           | —                        | —             | —                          |
| 16  | «Lopez vs Cheating»       | 24 de marzo de 2023     | 0.2        | 1.81                 | —           | —                        | —             | —                          |
| 17  | «Lopez vs Dog Quinces»    | 31 de marzo de 2023     | 0.2        | 1.83                 | —           | —                        | —             | —                          |
| 18  | «Lopez vs Goosey»         | 7 de abril de 2023      | 0.3        | 1.81                 | —           | —                        | —             | —                          |
| 19  | «Lopez vs Godfather»      | 21 de abril de 2023     | 0.3        | 1.98                 | —           | —                        | —             | —                          |
| 20  | «Lopez vs Corte Caliente» | 25 de abril de 2023     | 0.2        | 1.66                 | —           | —                        | —             | —                          |
| 21  | «Lopez vs Bucket Crabs»   | 2 de mayo de 2023       | 0.3        | 1.93                 | —           | —                        | —             | —                          |
| 22  | «Lopez vs Last Call»      | 9 de mayo de 2023       | 0.3        | 1.57                 | —           | —                        | —             | —                          |

#### Temporada 2
| N.º | Título                   | Fecha de emisión    | ÍA (18–49) | Audiencia (millones) | DVR (18–49) | Audiencia DVR (millones) | Total (18–49) | Audiencia total (millones) |
| --- | ------------------------ | ------------------- | ---------- | -------------------- | ----------- | ------------------------ | ------------- | -------------------------- |
| 1   | «Lopez vs Sobriety»      | 2 de abril de 2024  | 0.3        | 2.33                 | 0.0         | 0.29                     | 0.3           | 2.49                       |
| 2   | «Lopez vs Moving On»     | 2 de abril de 2024  | 0.3        | 1.79                 | 0.1         | 0.32                     | 0.3           | 2.06                       |
| 3   | «Lopez vs Swap Meet»     | 9 de abril de 2024  | 0.3        | 1.96                 | 0.0         | 0.29                     | 0.3           | 2.25                       |
| 4   | «Lopez vs Pizza»         | 9 de abril de 2024  | 0.2        | 1.52                 | 0.0         | 0.31                     | 0.3           | 1.83                       |
| 5   | «Lopez vs Let It Go»     | 16 de abril de 2024 | 0.3        | 2.10                 | 0.0         | 0.26                     | 0.3           | 2.36                       |
| 6   | «Lopez vs Raider Nation» | 16 de abril de 2024 | 0.2        | 1.65                 | 0.0         | 0.31                     | 0.2           | 1.96                       |
| 7   | «Lopez vs Dreams»        | 23 de abril de 2024 | 0.2        | 1.95                 | 0.0         | 0.21                     | 0.2           | 2.16                       |
| 8   | «Lopez vs Lisa»          | 23 de abril de 2024 | 0.2        | 1.63                 | 0.0         | 0.23                     | 0.2           | 1.86                       |
| 9   | «Lopez vs Confessions»   | 30 de abril de 2024 | 0.3        | 2.17                 | 0.0         | 0.23                     | 0.4           | 2.38                       |
| 10  | «Lopez vs George»        | 30 de abril de 2024 | 0.3        | 1.84                 | 0.0         | 0.30                     | 0.3           | 2.12                       |

#### Temporada 3
| N.º | Título                               | Fecha de emisión        | ÍA (18–49) | Audiencia (millones) |
| --- | ------------------------------------ | ----------------------- | ---------- | -------------------- |
| 1   | «Lopez vs Wedding»                   | 18 de octubre de 2024   | 0.3        | 2.12                 |
| 2   | «Lopez vs Halloween»                 | 25 de octubre de 2024   | 0.2        | 1.83                 |
| 3   | «Lopez vs In-Laws»                   | 1 de noviembre de 2024  | 0.2        | 1.99                 |
| 4   | «Lopez vs the Roast of George Lopez» | 8 de noviembre de 2024  | 0.2        | 1.91                 |
| 5   | «Lopez vs Friends»                   | 15 de noviembre de 2024 | 0.2        | 1.63                 |
| 6   | «Lopez vs Orlando»                   | 22 de noviembre de 2024 | 0.2        | 1.77                 |
| 7   | «Lopez vs Santa»                     | 6 de diciembre de 2024  | 0.3        | 1.99                 |
| 8   | «Lopez vs Dateline»                  | 13 de diciembre de 2024 | 0.2        | 1.93                 |
| 9   | «Lopez vs Escándalo»                 | 3 de enero de 2025      | 0.2        | 2.05                 |
| 10  | «Lopez vs Josué»                     | 10 de enero de 2025     | 0.2        | 2.03                 |
| 11  | «Lopez vs Memories»                  | 17 de enero de 2025     | 0.2        | 2.12                 |
| 12  | «Lopez vs Elsa»                      | 31 de enero de 2025     | 0.3        | 2.30                 |
| 13  | «Lopez vs Lockout»                   | 7 de febrero de 2025    | 0.2        | 2.07                 |

### Premios y nominaciones
| Año  | Premiación          | Categoría                                           | Nominado(s)  | Resultado | Ref.   |
| ---- | ------------------- | --------------------------------------------------- | ------------ | --------- | ------ |
| 2025 | Kids' Choice Awards | Estrella masculina de televisión favorita (familia) | George Lopez | Nominado  | [ 60 ] |